# Zahra Rahmat Allah
Zahra Rahmat Allah (nacida en 1954) es una escritora de cuentos yemení. Estudió literatura inglesa en la Universidad de Aden y trabajó en Saba, la agencia estatal de noticias. También fue editora jefe de la revista de la Unión de Mujeres de Yemen. Su primer libro de cuentos se tituló Bidaya Ukhra (Otro comienzo), que fue publicado desde Sanaa en 1994. Su historia "The Secret" ganó un concurso de cuentos de la BBC en 2007.